# Katastrofa budowlana w Szabharze
Katastrofa budowlana w Szabharze − zawalenie się ośmiokondygnacyjnego budynku w okręgu administracyjnym Szabhar (ang. Savar), 10 km na zachód od Dhaki w Bangladeszu. Zdarzenie miało miejsce na terenie kompleksu Rana Plaza w dniu 24 kwietnia 2013. W wyniku katastrofy zginęło 1127 osób, a około 2500 odniosło obrażenia. Została ona uznana za największą katastrofę budowlaną pod względem liczby ofiar śmiertelnych w czasach współczesnych.

## Okoliczności zdarzenia
W zawalonym wieżowcu mieściło się kilka fabryk odzieży, bank i wiele sklepów. Większość ofiar to kobiety, które pracowały jako szwaczki. Według prowadzących śledztwo przyczyną zawalenia się budynku były wibracje wielkich generatorów. Architekt, który projektował budynek powiedział, że miał on mieć pięć pięter, a nie osiem (bez jego wiedzy, nielegalnie dobudowano 3 piętra). Ponadto nie przewidziano w nim tak ciężkich urządzeń jak maszyny tekstylne i wielkie generatory. Cztery dni po tragedii, 28 kwietnia, funkcjonariusze bangladeskiego Batalionu Szybkiego Reagowania aresztowali Szohela Ranę – właściciela kompleksu Rana Plaza. Tego samego dnia zostali aresztowani także 2 inżynierowie, którzy odpowiadali za projekt zawalonego kompleksu.
Szefowa rządu Sheikh Hasina Wajed ogłosiła 25 kwietnia dniem żałoby narodowej dla upamiętnienia ofiar tragedii (w momencie ogłaszania żałoby podawano do publicznej wiadomości informacje o co najmniej 100 ofiarach śmiertelnych). W dniu żałoby odbyły się także protesty z udziałem tysięcy robotników. Ciągle wzrastający bilans ofiar katastrofy kompleksu sprawił, że demonstracje miały miejsce również w Ćottogramie.
10 maja zakończyła się akcja ratunkowa, tego samego dnia ratownicy odnaleźli ostatnią (bez większych obrażeń) osobę, która przebywała w budynku w chwili katastrofy.
Olbrzymia skala katastrofy budowlanej doprowadziła do zamknięcia kilkuset zakładów odzieżowych w całym Bangladeszu. Ich działalność wznowiono 17 maja.

## Reakcje konsumentów
Katastrofa, spowodowana łamaniem praw pracowniczych i przepisów BHP, wywołała liczne protesty konsumenckie w krajach, do których trafia odzież produkowana w Bangladeszu.
Protesty miały miejsce m.in. w firmie Primark w Londynie, gdzie były organizowane 27 kwietnia. Protestujący żądali, by firma wypłaciła odszkodowania rodzinom zmarłych pracowników zatrudnionych w Rana Plaza. Primark zadecydował wskutek protestów, że wypłaci te pieniądze.
Pod naciskiem konsumentów 31 światowych marek odzieżowych zobowiązało się do podpisania i wdrażania porozumienia, mającego na celu ochronę przeciwpożarową oraz zwiększenie bezpieczeństwa budynków fabryk w Bangladeszu, w tym zobowiązanie do niezależnych inspekcji i publikowania raportów, napraw i remontów, szkoleń dla pracowników, a także do zrywania kontraktów z zakładami, które nie przestrzegają niezbędnych procedur BHP. Sygnatariusze zobowiązali się także do sfinansowania tych działań. Do porozumienia przystąpiły m.in. H&M, Zara, C&A, Marks and Spencer, Primark, Mango i Benetton.
W ruinach Rana Plaza znaleziono także metki polskiej spółki LPP z Gdańska, która jest właścicielem takich marek, jak Reserved, Cropp, House, Sinsay i Mohito. Tuż po katastrofie organizacja Clean Clothes Polska zorganizowała akcję mailingową z żądaniem podjęcia działań w kierunku poprawy warunków pracy i wynagrodzeń w fabrykach, z których korzysta LPP, a także pomocy rodzinom ofiar i poszkodowanym. Jednak firma długo odmawiała nawet podjęcia rozmów na ten temat. Dopiero w maju 2015 r., a więc dwa lata po tragedii, spółka ugięła się pod presją społeczną i wzięła odpowiedzialność za swoje działania.